# Château de Château-Thierry
Le château de Château-Thierry est un ancien château fort, fondé au IXe siècle par les comtes de Vermandois et remanié aux XIIe et au XIIIe siècle par les comtes de Champagne, puis par Philippe le Bel au XIVe siècle et enfin par Antoine de Bourgogne à la fin du XVe et au début du XVIe siècle. Ses vestiges se dressent sur la commune française de Château-Thierry dans le département de l'Aisne, en région Hauts-de-France.
Les ruines de l'ancien château et la butte sur laquelle elles sont situées font l’objet d’un classement au titre des monuments historiques par arrêté du 2 août 1932.

## Localisation
Les vestiges du château sont situés sur la commune de Château-Thierry, dans le département français de l'Aisne.

## Historique

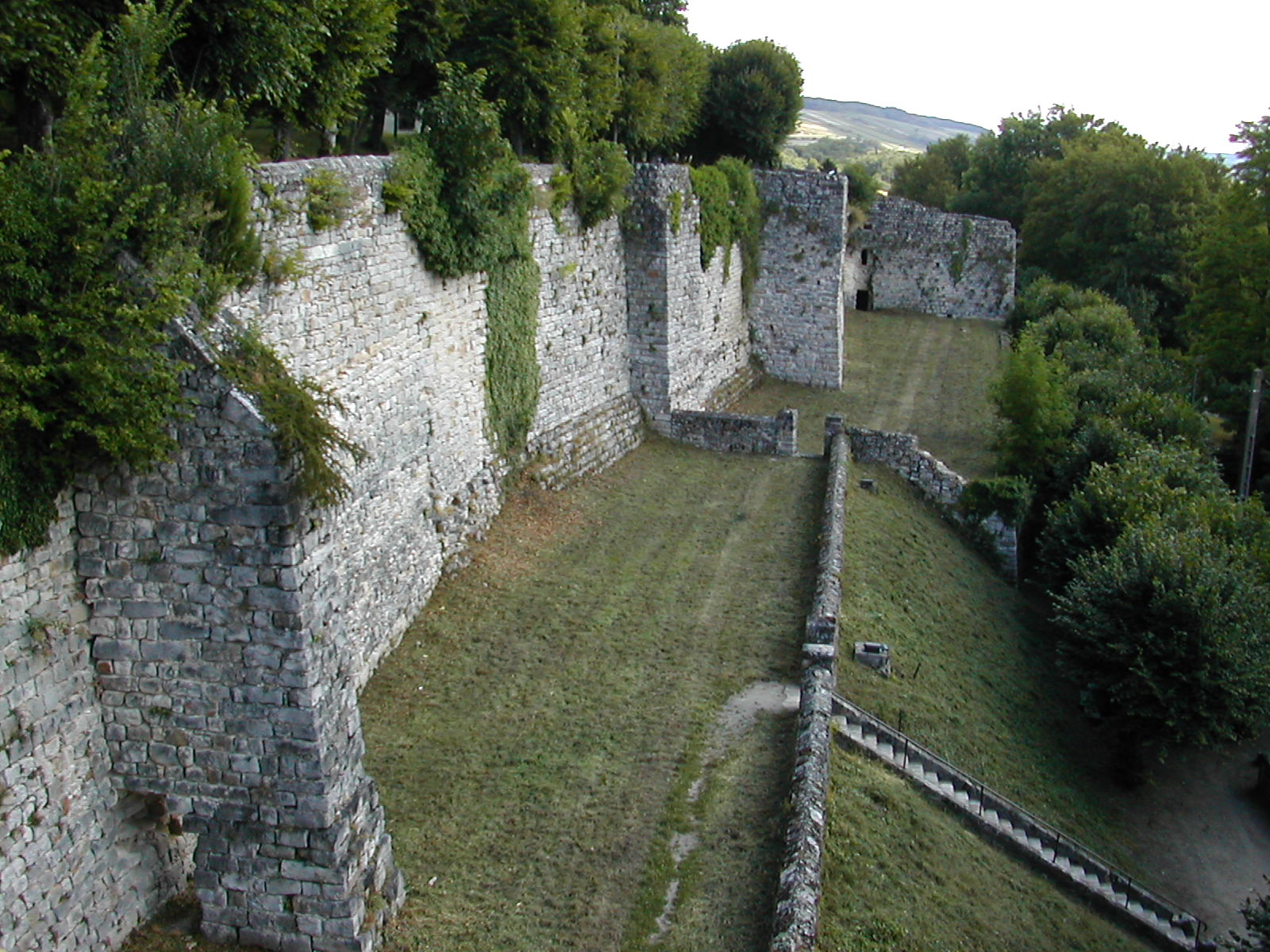
Remparts du château.

### Les origines

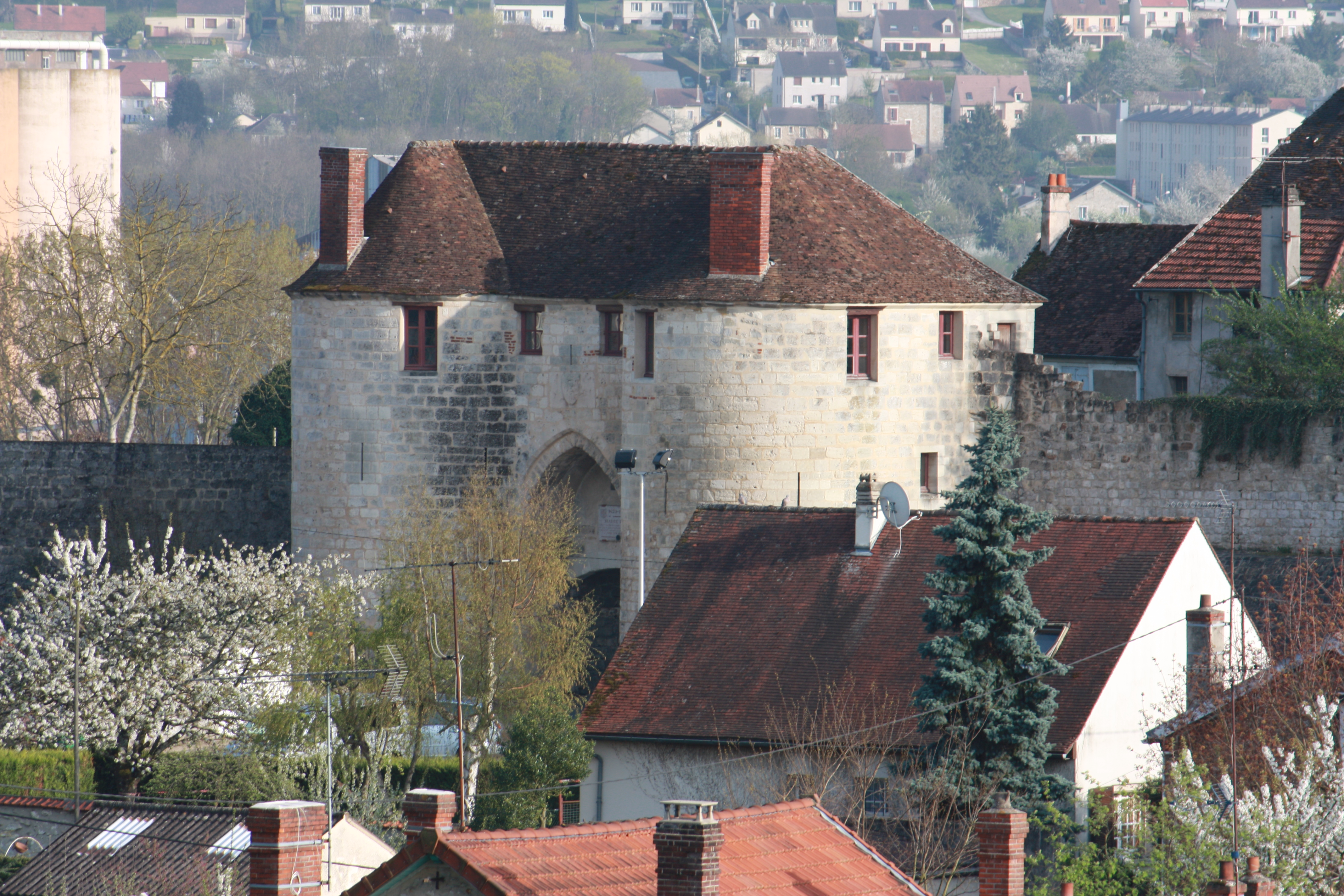
La porte Saint-Pierre sur les remparts de la ville.

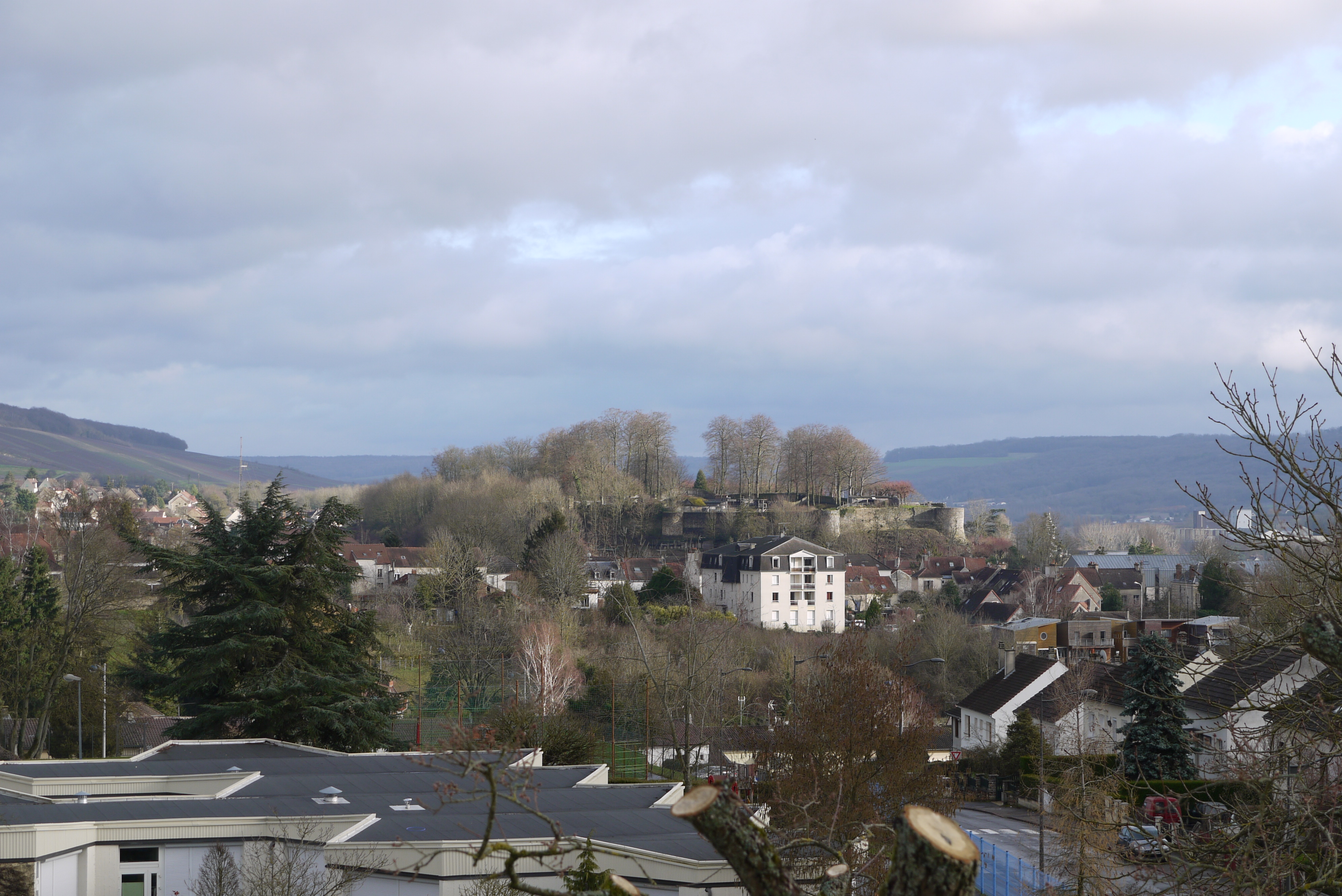
Les remparts et les vestiges du château sur la butte qui domine la ville.

Les premières traces d'occupation du promontoire remontent au IVe siècle, et correspondent probablement à un castrum de l'Antiquité tardive. Cette première occupation perdure jusqu'au VIe siècle et la disparition de la ville antique située à l'ouest sur la colline des Vaucrises. Les deux siècles suivants sont marqués par une occupation difficilement lisible archéologiquement, caractérisée par des terres noires qui témoignent d'une occupation du site, sans qu'il soit possible de la définir précisément.

### Lecastrumdes comtes de Vermandois
Au début du IXe siècle, d'après les fouilles menées par l'Unité d'archéologie de la ville de Château-Thierry, le site ne montre toujours pas de vestiges de fortifications mais un habitat de type agro-pastoral typique de cette époque.
Il faut attendre la seconde moitié du IXe siècle, pour voir se construire une première enceinte en bois. Dans la seconde moitié du IXe et au début du Xe siècle, cette palissade de bois est dotée de tours carrées en pierre et d'une tour maîtresse en pierre la tour Thibaud. Cette tour et ses abords constituent l'habitat seigneurial, séparé d'un espace domestique par un fossé creusé à l'ouest.
À cette époque, le site est entre les mains de la puissante famille carolingienne des Herbertiens. Herbert Ier reçoit le pagus otmensis, l'Omois dont Château-Thierry est le chef-lieu, cela lui est probablement confirmé à Quierzy par Charles le Chauve en 877. Cette famille est à l'origine du comté de Champagne.

### Des comtes de Champagne au domaine royal

#### ThibaudII
Entre 1064 et 1124, des chevaliers au nom d'Hugues semblent avoir le contrôle de forteresse, le dernier au nom de Thibaud II, comte de Champagne.
D'après les fouilles archéologiques, le château est dotée de sa première enceinte en pierre avant 1130. De même, la tour Thibaud est modifiée au début du XIIe siècle.

#### ThibaudIVle Chansonnier
Il faut attendre Thibaud IV, comte de Champagne pour que la forteresse connaisse à nouveau d'importantes modifications. Les travaux ont lieu en deux campagnes. Une première, entre 1222 et 1236, concerne le flanc nord du château. Les courtines et les tours sont rebâties selon des modèles de l'époque et ont une fonction strictement défensive. À la même époque, la ville est dotée d'une nouvelle enceinte urbaine et la ligne d'enceinte nord du château s'intègre à son tracé. Entre 1230 et 1253, la deuxième campagnes de travaux modifie le tracé de l'enceinte du château au sud et lui ajoute de nouvelles tours. D'après les équipements qu'elles comportent, ces nouvelles tours ont aussi une fonction résidentielle.
À l'époque, l'accès principal au château se fait par le sud par l'intermédiaire d'une tour-porte qui débouchait sur une rampe charretière permettant d'accéder à l'esplanade du château.

### Philippe le Bel
En 1285, le mariage de Jeanne de Navarre avec Philippe le Bel marque l'entrée du comté de Champagne et donc de Château-Thierry et son château dans le domaine royal. Philippe le Bel engage d'importants travaux de réfection ou de construction sur les forteresses et châteaux de l'ensemble de son domaine. À Château-Thierry, ces travaux sont surtout marqués par la construction, à l'est du promontoire, de la Porte Saint-Jean sur les bases d'une ancienne tour-porte. Cet ouvrage constitue une « véritable petite forteresse autonome » et un jalon important pour l'histoire de la fortification médiévale. Il sera, dès lors l'accès principal au château. À la même époque, le flanc sud-est du château est dotée d'une enceinte flanquée de tours polygonales. Alors qu'initialement, la basse-cour du château se situait à l'ouest de sa tour maîtresse, à compter du début du XIVe siècle, elle se situera à l'est, réservant l'ensemble des espaces ainsi libérés à la résidence seigneuriale. Cette résidence seigneuriale devient un véritable palais doté d'équipements exceptionnels comme un complexe culinaire de près de 3 000 m2.

### Des apanages au duché-pairie
Philippe VI de Valois donne la seigneurie de Château-Thierry à Jeanne d’Évreux, veuve de Charles IV le Bel. Elle la conserve jusqu'à sa mort le 4 mars 1371. La seigneurie est alors donnée à Blanche de France, femme de Philippe de Valois, duc d'Orléans. En 1386, Charles VI donne en apanage l'ensemble des biens de la duchesse à Blanche d'Orléans. Et enfin, après la mort de cette dernière, en mai 1400, il érige la seigneurie de Château-Thierry en duché-pairie dont il fait don à son frère Louis de France, duc d'Orléans. Pendant cette période, la forteresse connait les affres de la guerre de Cent Ans et quelques travaux sont réalisés. La porte Saint-Jean est renforcée d'un pont-levis et de fausses-braies. C'est probablement à cette époque aussi que la tour-porte au sud est modifiée et perd son rôle d'accès à la forteresse.

### Antoine le Grand Bâtard de Bourgogne
Après une longue période d'instabilité politique, Château-Thierry est donné à Antoine le bâtard de Bourgogne par Louis XI, en 1478. Il est le dernier à procéder à d'importantes modifications de l'ancienne forteresse médiévale. Tout d'abord, il crée au centre de l'esplanade un fossé sec. L'escape nord est dotée de deux casemates qui défendent le fond du fossé. Un pont dormant suivi d'un pont levis permet de franchir ce fossé. Ces ouvrages donnent sur une nouvelle porterie adossée à la tour Thibaud. Cette dernière est arasée pour être transformée en plateforme d'artillerie. Lié à ce nouvel usage un dépôt de munition et magasin à poudre est ajouté au sud de la tour sous la forme d'un long couloir auquel on accède par une porte à l'ouest. Enfin, Antoine fait fortifier le collecteur d'eaux usées situé sur la courtine nord du château.

### DuXVIIesiècleà Napoléon
Dès la fin du XVIe siècle le château perd sa fonction de résidence princière, malgré les quelques séjours de Louis XIII entre 1631 et 1635. L'arrivée de Godefroi-Maurice de la Tour d'Auvergne, duc de Bouillon en 1651 n'y change rien. Les seuls travaux connus sont des travaux d'entretien.

#### La Révolution
Le château prend le statut de bien national et il est vendu en tant que carrière de pierre en 1793.

#### Napoléon
En 1813 et 1814, les soldats de Napoléon lui donne son aspect actuel en abaissant les murailles et en remblayant les bâtiments encore debout le long des courtines afin de transformer la forteresse en vaisseau de pierre bardé de canons. Le 10 août 1813, par décret impérial, le site devient propriété de la ville, à charge pour elle de l'intégrer aux promenades de la ville, une fois la guerre terminée. Cette transformation en parc arboré sera faite dans les années 1860.

## Description
Le site du château occupe l'extrémité d'une longue butte isolée dominant de 45 mètres la vallée de la Marne. La Marne, axe navigable, permettait la circulation de Paris vers l'est du royaume et le chœur de la Champagne ; elle y croisait en ce lieu l'un des grands cheminements nord-sud de l'est parisien qui reliait les cités de Troyes et de Soissons, sur la route menant de l'industrieuse Flandre à la riche Bourgogne.
C'est une roche isolée de 50 mètres de hauteur s'étirant d'est en ouest sur une longueur de 350 mètres et une largeur variant de 60 à près de 100 mètres. Distante d'environ 200 mètres des rives de la Marne, elle servit d'assise à la cité qui s'entoura en son temps d'une enceinte fortifiée. Pour accéder au bourg clos, la grande voie sud-nord, après avoir franchi la rivière pénétrait dans le bourg et contournait à l'ouest la butte castrale, sous la surveillance du château.
En 1105 les comtes de Champagne l'incorporèrent à leur domaine propre, coupant alors la plate-forme au deux tiers vers l'est par un fossé derrière lequel ils construisirent un fort donjon de 30 m sur 24 m qui en commandait le franchissement. Dans l'espace protégé situé derrière le fossé, on trouvait disposé sans ordre, résidence, chapelle castrale et communs. La partie orientale de la butte formait basse-cour, et fut ceinte de murs au XIIIe siècle. C'est Philippe le Bel qui fit bâtir à l'extrémité orientale du plateau la forte porte à tours en éperon et à bossages.